# Speedhub 500/14
 (septembre 2021).

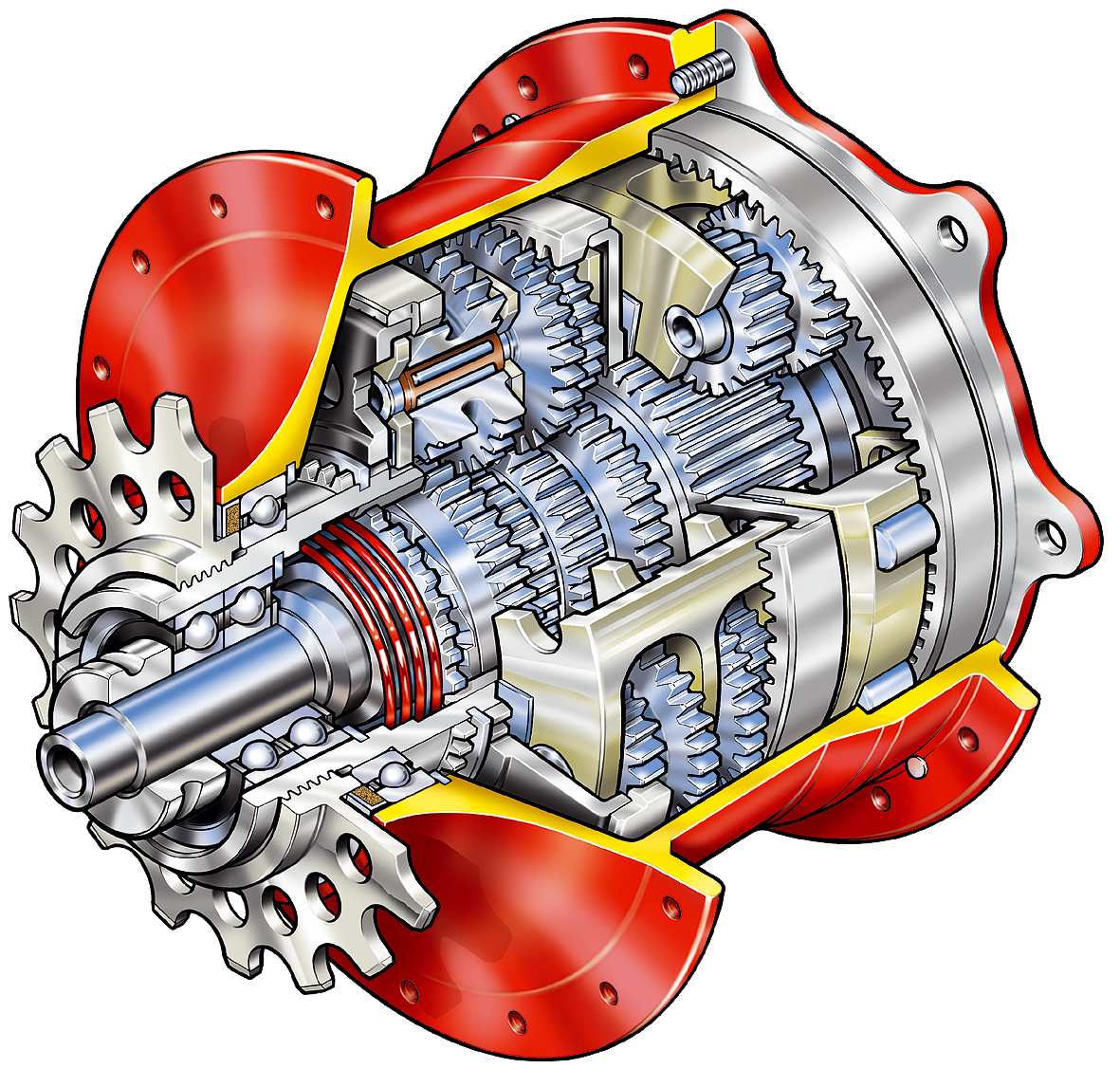
Éclaté du moyeu

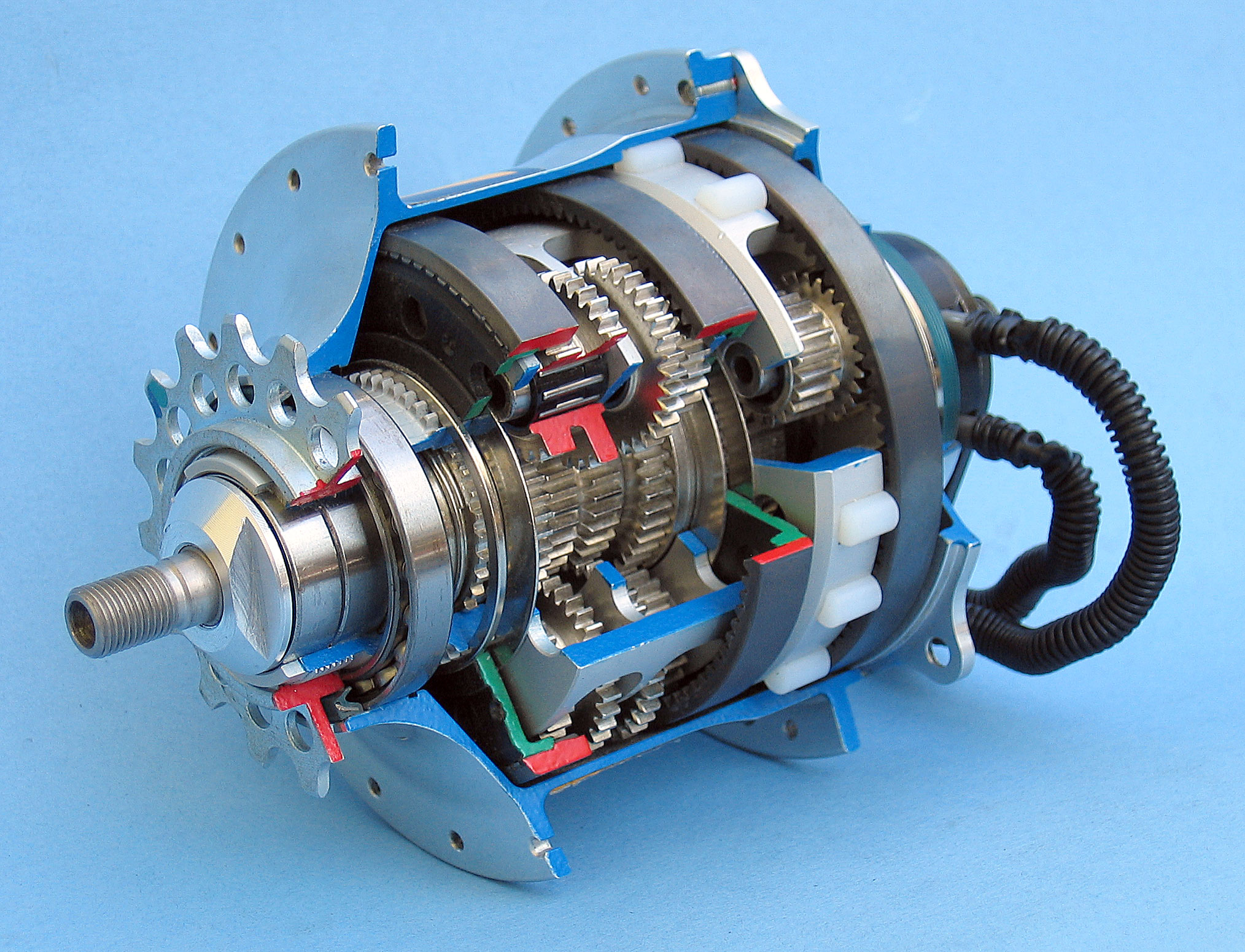
Éclaté d´un moyeu à 14 vitesses

Le Speedhub 500/14 est un moyeu à vitesses intégrées pour vélo proposant 14 vitesses. Ce dispositif réunit les avantages d'une transmission par chaîne classique et celui d'une transmission par moyeu : sa constitution le rend peu sensible aux salissures et aux chocs. Il est de plus, à l'usage, fiable, précis, et facile d'emploi[non neutre].
Les premiers prototypes virent le jour en 1997 ; la production en série commença en 1999. Jusqu'à la commercialisation de ce moyeu, l'entreprise allemande Rohloff était réputée pour ses chaînes de vélo ainsi que ses accessoires de chaînes[non neutre].

## Versions
Sont produites les versions suivantes :
- TS (Touring Schraubachse = à écrou de roue)
- DB (Disc Brake, frein à disque)
- CC (Cross Country, à serrage rapide)
- EX (commandes externes)
- OEM (Original Equipment Manufacturer = première monte avec cadres optimisés)
- OEM2 (comme OEM mais avec des cadres équipés du standard de montage de freins à disque (IS 2000))
- T (tandem)

Plusieurs finitions sont disponibles: alu poli, peinture rouge ionisée ou noir anodisé.
En fonction de la forme des pattes de cadre, la tension de la chaîne sera assurée de différentes manières : sur les cadres à pattes horizontales, ce réglage se fera en translatant horizontalement l'axe de la roue. Sur ceux à pattes verticales, un tendeur de chaîne à ressort sera nécessaire. Sinon, un excentric bottom bracket peut servir de tensionneur de chaîne. De même pour les vélos à suspension arrière, un tendeur sera dans la plupart des cas nécessaire car la distance entre les axes de la roue arrière et du pédalier est variable.

## Technique

### Construction
À l'intérieur du moyeu sont montés en série trois mouvements à planétaires. La combinaison des deux premiers niveaux amène sept vitesses; le troisième niveau permet de doubler ces combinaisons. Une autre particularité du moyeu Rohloff : tous ses rouages sont montés sur roulements à billes, ce qui permet un rendement exceptionnel. Unique également, la lubrification par bain d'huile étanche, fiable jusque dans le très long terme pour tous les éléments mécaniques internes.
Les rapports de transmission varient de 0,279 (démultiplication) en vitesse 1 à 1,467 (surmultiplication) en vitesse 14. La plage des rapports, donc le quotient entre le plus long rapport et le plus court est de 526 %. La vitesse 11 est neutre, c'est-à-dire que le rapport de transmission dans ce cas est 1.
Les forces de frottements dans le moyeu sont selon les vitesses comprises entre 1 % et 5 %. Elles ne dépassent donc pas les valeurs usuelles que l'on note sur les meilleures transmissions à chaîne classiques.
Le tableau suivant présente les différents rapports de transmission selon les rapports :
| vitesse       | 1     | 2     | 3     | 4     | 5     | 6     | 7     | 8     | 9     | 10    | 11    | 12    | 13    | 14    |
| ------------- | ----- | ----- | ----- | ----- | ----- | ----- | ----- | ----- | ----- | ----- | ----- | ----- | ----- | ----- |
| développement | 0,279 | 0,316 | 0,360 | 0,409 | 0,464 | 0,528 | 0,600 | 0,682 | 0,774 | 0,881 | 1,000 | 1,135 | 1,292 | 1,467 |

### Montage

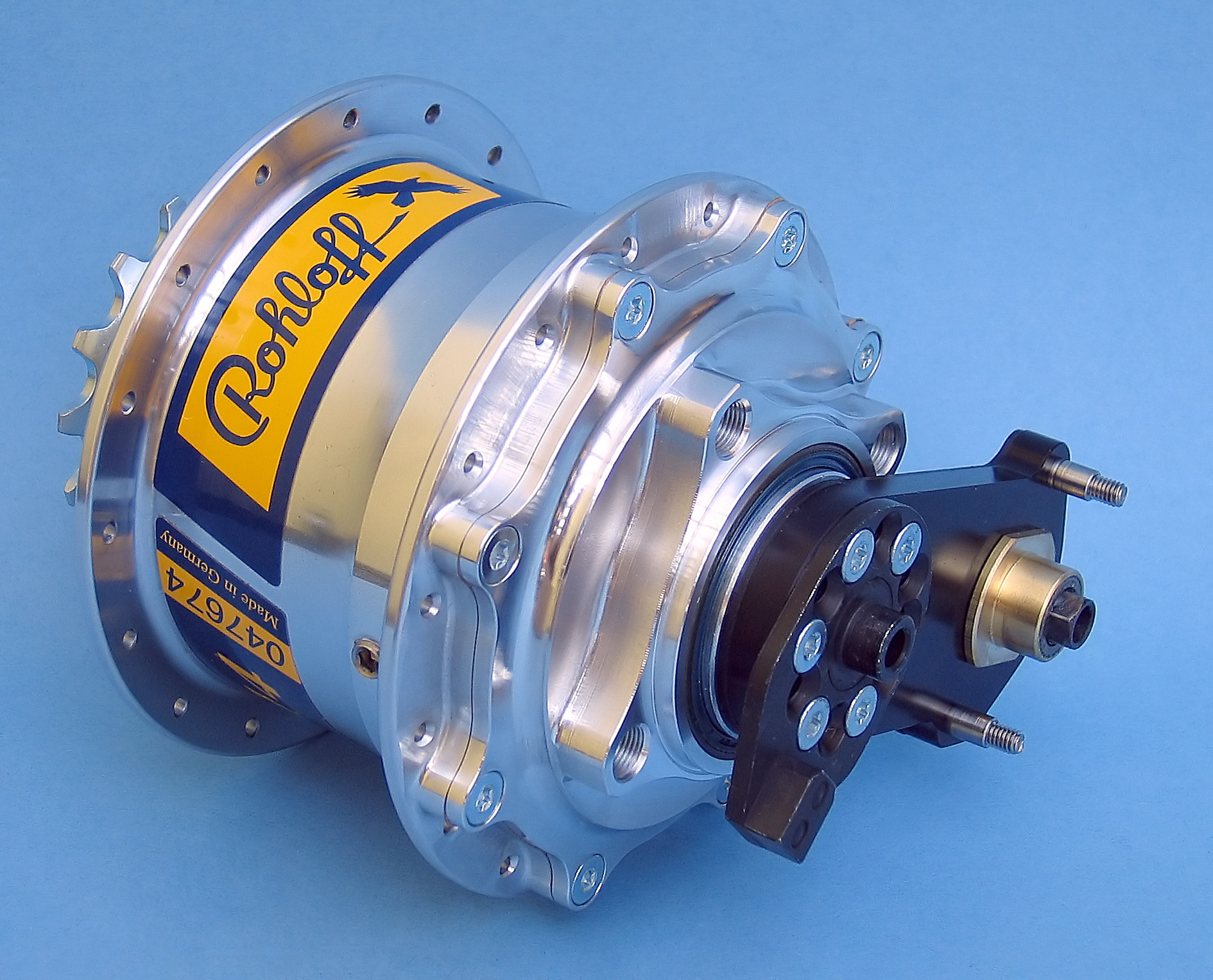
Vue détaillée du moyeu

La différence entre moment de couple entrant (pignon de chaîne) et sortant (roue + plaque de l'axe) doit être comme sur tout moyeu à vitesses transmise au cadre. La plaque de l'axe prend donc appui sur le cadre soit sur des pattes de cadre spéciales (versions OEM) soit par le bras de couple en photo ci-dessus ce qui lui évite de tourner dans le cadre.
Le mécanisme de commande est actionné par deux câbles et une unique manette à poignée tournante. L'indexation des vitesses se fait directement dans le moyeu, ce qui au contraire des systèmes habituels d'indexation aux manettes rend la sélection insensible aux imprécisions des câbles. Un réglage imprécis de la tension des câbles peut simplement amener un décalage à la lecture de l'indicateur des vitesses. Au pire, un déréglage important provoquera la perte momentanée d'une vitesse extrême (1 ou 14), mais la sélection elle-même sera toujours possible. Un réglage précis de la tension des câbles amène une perception plus fine de la sélection des rapports: trop de tension durcit le passage des vitesses, pas assez amène du jeu dans la poignée.
La manette peut être montée au choix à droite ou à gauche du guidon ; de même chacun peut décider du sens de sélection : vers le haut pour les rapports courts ou bien mode « inverse ». Cependant, pour que la vitesse indiquée sur la manette corresponde à celle enclenchée dans le moyeu, son montage est conseillé à droite du guidon dans le sens de rotation préconisé.
L'entre-axe correspond au standard actuel de 135 mm. Le moyeu pèse selon ses versions entre 1 700 g (CC) et 1 825 g (CC DB). Comme seul entretien, le constructeur conseille une vidange (25 ml d'huile) par an ou tous les 5 000 km. Le pignon du moyeu est conçu pour des chaînes de vélo au standard ISO 082 (½ x 3/32) chaîne classique 7/8 vitesses et est proposé en 13, 15, 16, ou 17 dents. Les trois dernières tailles sont réversibles (donc à double vie).

## Masse
Un comparatif de masse entre un moyeu pour transmission classique et le Speedhub ne peut être fait directement. Il faut tenir en compte par exemple du rayonnage symétrique du Speedhub qui amène moins de tension sur les rayons et permet l'emploi de composants plus légers (rayons, jante...) tout en ayant une roue plus rigide globalement. Ces rayons peuvent être par ailleurs plus courts, de même que la chaîne. L'absence de cassette de pignons, un seul plateau, sont autant de facteurs qui amènent un bilan global de masse peu supérieur à une transmission classique. Il faut de surcroît prendre en compte les différents domaines d'utilisation du moyeu : vélos tout-terrain, à cintre plat, VTC, route. Des roues spéciales pour vélos de course seront plus légères, mais pas comparables.
La comparaison directe avec un système haut de gamme (Shimano XT) amène aux valeurs du tableau suivant :
| SPEEDHUB 500/14 CC-OEM                      | SPEEDHUB 500/14 CC-OEM   | Transmission haut de gamme classique | Transmission haut de gamme classique                         |
| ------------------------------------------- | ------------------------ | --- | ------------------------------------------------------------ |
| - Boîtier : - Manette : - Butées de câble : | - 1 715 g - 118 g - 14 g | - Dérailleur arrière : - Dérailleur avant : - Manettes : - Cassette de pignons : - Moyeu : - Plateaux : - Surpoids chaîne : - Surpoids rayons : | - 230 g - 130 g - 250 g - 260 g - 370 g - 62 g - 30 g - 25 g |
| total :                                     | 1 847 g                  | total : | 1 357 g                                                      |

## Avantages

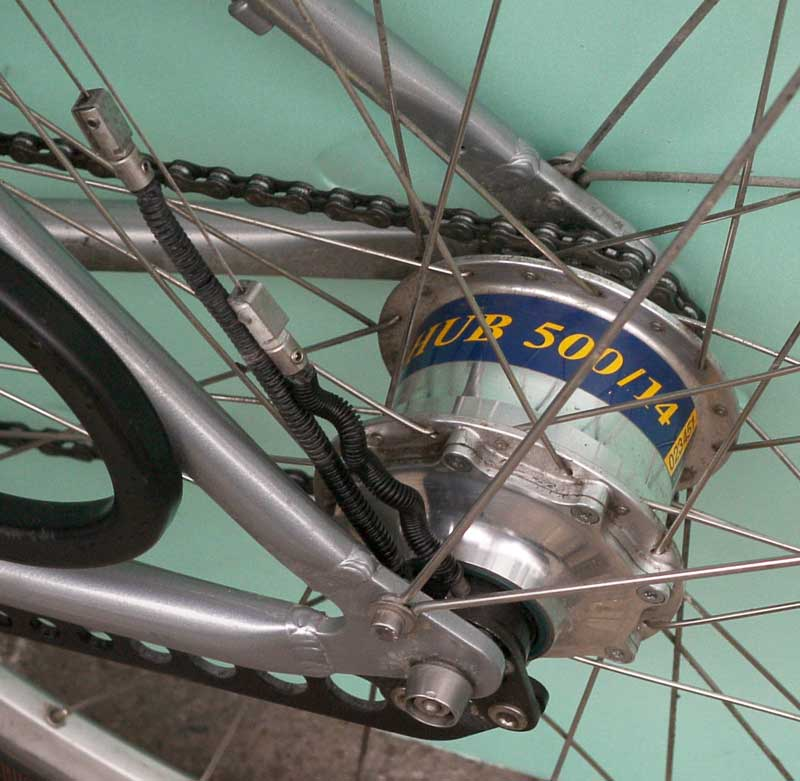
Speedhub 500/14 installé

- Usure moindre, entretien réduit et donc faibles coûts d'utilisation ;
- Forme compacte sans dérailleur proéminent, simple couronne à l'avant permettent le montage d'un carter de chaîne fermé ;
- Ligne de chaîne optimale quelle que soit la vitesse et par conséquent usure moindre et rendement accru ;
- Salissures et encrassement sans influence sur la fonction de la transmission ;
- Le moyeu permet un rayonnage large et symétrique et ainsi une rigidité et une solidité accrue de la roue complète couplée à de moindres contraintes sur les rayons (tension réduite) ;
- Comparé à d'autres moyeu à vitesses, le Speedhub a une plus grande plage de développement : 526 % sur 14 vitesses avec des sauts réguliers de 13,6 %. C'est ainsi la première transmission pour vélo moderne avec sauts de rapports constants, au contraire des transmissions classiques ;
- Vitesses enclenchables à l'arrêt et à la volée en un tour de main ;
- Passage possible en charge et, à l'exception du saut de 7 à 8, même en danseuse. On notera cependant dans ce cas des  forces de sélection plus importantes.

## Inconvénients
- Investissement de départ, le moyeu est cher à l'achat ;
- Un passage très lent ou en charge de vitesses de 7 à 8 ou de 8 à 7  peut enclencher temporairement la vitesse 11 (ou 14 sur les anciens modèles) ;
- L'étanchéité du moyeu est assurée par des joints performants qui par frottements peuvent entraîner une rotation des pédales lorsque l'on pousse le vélo. Cet effet disparaît normalement après un rodage de quelques centaines de kilomètres ;
- Des vitesses 5 à 7, on remarque un « ronronnement » mécanique surtout en phase d'accélération ;
- Les sauts de développement de 13,6 % sont, pour certains cyclistes, trop importants sur les longs rapports. Une transmission classique peut permettre dans ce cas des nuances plus fines ;
- Le constructeur préconise, avant un transport aérien de vider le moyeu de son huile pour éviter d'éventuelles fuites pour cause de sous-pression ;
- Une position couchée prolongée peut également provoquer une fuite d'huile dans certains cas ;
- La manette n'est pas compatible avec tous les types de guidon. Pour certains guidons de course, il faut avoir recours à un système à emmanchement, ce qui restreint l'éventail des possibilités.